# Нурдоган Демир Абашиши
Нурдоган Демир Абашиши (тур. Nurdoğan Demir Abaşişi) (род. декабрь 1944, Сюмер, Фындыклы, Ризе, Турция — ум. 2 апреля 2008, Фындыклы) — турецкий писатель лазского происхождения, известным своими лазскими сказками, рассказами, эпосами, стихами и песнями. Его стихотворение, в котором говорится: «мы не пришли, скакая на конях, мы были здесь», является популярным среди лазов и является пародией на строку Назыма Хикмета «прибыли на скаку с далекой Азии».

## Биография
Нурдоган Демир родился в декабре 1944 года в Фындыклы. После окончания школы в Фындыклы он поступил в Пертевнияльскую лицей. В последний год лицея он бросил учебу и прошел службу в армии. Он начал свою карьеру в области работы с чаем, работая канцеляром, а затем экспертом по регистрации чая на местах. В 1969 году он начал работать в SEKA. Параллельно с этим он закончил школу и факультет заочного обучения. В течение следующих 30 лет он занимался театром, писал сценарии, играл и режиссировал. В 1993 году он начал проявлять интерес к лазскому языку после выпуска своего первого лазского журнала «Ogni». После выхода на пенсию он переехал в Фындыклы и начал проводить уроки игры на кеменче. В этот период он подготовил рассказы, стихи, рассказы, эпосы, песни и театральные произведения на лазском языке. В своей книге «народные сказки лазов» он собрал 52 народные сказки из деревень Фындыклы. Кроме того, он в течение некоторого времени был председателем районного отделения партии ПСС в Фындыклы. Нурдоган Демир умер 2 апреля 2008 года от сердечного приступа.

### Личная жизнь
Нурдоган Демир был коммунистом. Он был женат, и у него был сын по имени Джейхун Демир, который был кеманчистом в группе «Марсис».

## Основные труды
- «Lazca Deyimler Atasözleri-Deyimler ve Mecazlar Sözlüğü» (2011) — изд-во «Lazika»
- «Tu Şkurna Gale — лазские стихи» (2011) — изд-во «Lazika»
- «Laz kültür üzerine notlar» (2011) — изд-во «Lazika»
- «Lazuri xalkuri paramitepe — лазские народные сказки» (2005) — изд-во «Kolhis »
- «Lazca Deyimler Sözlüğü» (2011) — изд-во «Lazika»
- «Şina Laz Öyküleri» (2015) — изд-во «Lazika»